# 守住田鶴子
守住 田鶴子（本名：高田 多津子（たかだ たつこ）、もりずみ たつこ、1916年 - 1986年）は、昭和期に活躍した漫才師。夫は唄の家なり駒・千葉なり太のなり太。二代目秋田Bスケの叔母。唄の家ライオン門下。

## 人物
- 1940年頃、都家文蔵とのコンビで吉本興業に所属。当時の芸名は高田田鶴子（たかだ たつこ）。
- 1954年頃に人生と離れ、守住田鶴子に改名し浅田家寿郎と組む。
- その後、紅田鶴子（くれない たつこ）と名乗り、東五九童の相方を務める。